# Brooklyn Wanderers
I Brooklyn Wanderers sono stati una società calcistica di Brooklyn, borough di New York, negli Stati Uniti.
Vissero il loro miglior periodo negli anni della prima American Soccer League.

## Storia
Nel dicembre del 1894 i Brooklyn Wanderers furono una delle formazioni chiave nella fondazione della National Association Football League, uno dei primi campionati calcistici disputati negli USA. Dopo cinque campionati la lega sospese le attività, ed i Wanderers continuarono ad esistere come club indipendente. Nel 1912 tornarono a far parte della NAFBL, che nel frattempo aveva ripreso ad organizzare campionati a partire dal 1906, ma il 23 dicembre dello stesso anno, dopo sole 6 partite, si ritirarono per andare a confluire nel Brooklyn FC.
Non restano testimonianze dell'attività della squadra nel successivo decennio, nel corso del quale venne però rilevata da Nat Agar. Nel 1922 Agar iscrive i Brooklyn Wanderers alla American Soccer League, lega costituita appena un anno prima dalla fusione di NAFBL e Southern New England Soccer League. I Brooklyn Wanderers si affermarono come una squadra di media classifica, ottenendo fra i migliori risultati un terzo posto nella stagione 1924-25. Al contempo collezionarono alcune buone prestazioni nel corso di amichevoli internazionali, come il pareggio per 1-1 contro la squadra inglese del Corinthian o con quella cecoslovacca dello Sparta Praga, entrambe in tour negli Stati Uniti.
E fu sempre il tour di un'importante squadra europea negli USA a costituire un punto di svolta nella storia dei Wanderers: nel 1926 ospitò infatti i forti austriaci dell'Hakoah Vienna, che avevano vinto solo due anni prima il campionato austriaco e stavano raccogliendo un'importante serie di vittorie nel corso della tournée, ed in quell'occasione Agar riuscì a convincere molti loro giocatori a fermarsi a giocare nella sua squadra.
Grazie all'iniezione di talento portata dagli innesti di giocatori come Heinrich Schönfeld, József Eisenhoffer ed Alexander Neufeld i Wanderers riuscirono ad aggiudicarsi la prima ed unica edizione della International Soccer League, torneo disputato fra l'estate e l'inizio dell'autunno da squadre statunitensi e canadesi. Persero invece la finale per la Nathan Strauss Cup contro i canadesi del Toronto Ulster Utd.
Nella ASL rimasero invece un club di metà classifica e non riuscirono mai ad aggiudicarsi la vittoria finale del campionato, dovendo accontentarsi del secondo posto nel girone d'andata della stagione 1928-29 (grazie anche ai gol di János Nehadoma, capocannoniere della competizione) ed in quella dell'autunno 1931. L'anno seguente abbandonarono l'ASL prima dell'inizio del torneo di primavera., per poi prendere nuovamente parte agli ultimi due campionati nella storia di una lega ormai agonizzante.
Nel 1942, in piena Seconda Guerra Mondiale, i Wanderers si unirono alla nuova American Soccer League, un torneo in tono minore dal respiro più locale. Dopo la guerra la squadra venne rafforzata con giocatori provenienti da Inghilterra ed Irlanda del Nord, riuscendo così a raggiungere il secondo posto nel 1947. Nel 1949 i proprietari del club, la famiglia Graham, si trovarono però in situazioni finanziarie critiche, tanto da essere costretti a vendere la squadra dopo una sola partita di campionato. La nuova proprietà rinominò la squadra in Brooklyn Hakoah e si pose l'obiettivo di formare una squadra composta unicamente da giocatori ebrei, pertanto cedette tutti i giocatori ex Wanderers ad altre squadre newyorchesi.
I Brooklyn Wanderers ripresero dapprima l'attività nella Metropolitan District League, ma finirono per sparire del tutto dalla scena calcistica nordamericana.

## Palmarès

### Altri piazzamenti
- American Soccer League:

Secondo posto: 1943-1944, 1946-1947
Terzo posto: 1924-1925, 1944-1945, 1947-1948